# Urs Peter Gruber
Urs Peter Gruber (* 24. Juli 1970 in Darmstadt) ist ein deutscher Rechtswissenschaftler, Richter und Hochschullehrer.

## Leben
Nach dem Abitur in Darmstadt, studierte Gruber ab 1990 Rechtswissenschaften an den Universitäten Frankfurt am Main, Toledo und Mainz. Die juristischen Staatsexamina folgten 1995 (erstes Staatsexamen) und 1998 (zweites Staatsexamen). Anschließend war er an der Universität Mainz bei Klaus Müller und Peter Huber Wissenschaftlicher Mitarbeiter. Seine Promotion zum Dr. iur. bei Müller an der Universität Mainz, erfolgte 1999 mit der Arbeit Internationales Versicherungsvertragsrecht. Im selben Jahr war Gruber in der Anwaltskanzlei Dr. Paul Müller und Kollegen in Offenburg tätig. 2002 habilitierte er sich ebenfalls bei Müller an der Universität Mainz mit der Arbeit Methoden des Internationalen Einheitsrechts.
2002 folgte Gruber einem Ruf an die Universität Halle, an der er 2003 den vakanten Lehrstuhl für Bürgerliches Recht, Zivilprozess- und Insolvenzrecht, Internationales Privatrecht und Rechtsvergleichung von Stefan Smid übernahm. Von 2007 bis zu seinem Weggang 2009 war er Richter am Oberlandesgericht Naumburg im 1. Zivilsenat. 2008 war Gruber zusätzlich Gastprofessor an der Bilkent-Universität in Ankara.
Nachdem er 2008 zunächst einen Ruf an den Lehrstuhl für Bürgerliches Recht, Rechtsvergleichung, Prozessrecht an die Johann Wolfgang Goethe-Universität Frankfurt am Main ablehnte, folgte Gruber 2009 einem Ruf auf den Lehrstuhl für Bürgerliches Recht und Zivilprozessrecht an die Johannes Gutenberg-Universität Mainz. 2013 nahm er eine Gastprofessur an der University of Georgia war.
Gruber ist seit 2017 Mitglied des Deutschen Rates für internationales Privatrecht. Zudem ist er Mitglied der Zivilrechtslehrervereinigung.

## Forschungsschwerpunkte
Gruber verfügt über einen umfangreichen Forschungsbereich. Neben dem Zivilverfahrensrecht, dem Kostenrecht, und dem Recht der Schiedsgerichtsbarkeit, beschäftigt er sich intensiv mit Insolvenzrecht, und Internationalem Privatrecht.

## Publikationen (Auswahl)
Monographien
- Internationales Versicherungsvertragsrecht. Karlsruhe 1999: Verlag der Versicherungswirtschaft. ISBN 3-88487-780-1
- Methoden des internationalen Einheitsrechts. Tübingen 2004: Mohr Siebeck. ISBN 3-16-148298-0

Kommentierungen
- EG-VollstrTitelVO, EG-MahnVO, EG-BagatellVO, EG-ZustVO 2007, EG-BewVO, EG-InsVO. München 2010: Sellier. ISBN 978-3-86653-090-4
- Münchener Kommentar zur Zivilprozessordnung Band 2, Kommentierung der §§ 803-806b, 808-827 und 883-898 ZPO; Band 3, §§ 3 - 26, 34 - 38 EGZPO.  3. Aufl. 2007 und 4. Aufl. 2012. ISBN 978-3-406-61032-5
- Beck-Online Kommentar zur Zivilprozessordnung, 2011, Kommentierung der §§ 322-327 ZPO
- Fachanwaltskommentar Insolvenzrecht, Kommentierung der Artt. 1-4 und Artt. 27-47 Verordnung (EG) Nr. 1346/2000 des Rates über Insolvenzverfahren, der §§ 335-358 InsO sowie der Artt. 102-110 EGInsO. 1. Aufl. 2012